# Пудом'яги
Пудом'яги (рос. Пудомяги) — присілок у Гатчинському районі Ленінградської області Російської Федерації.
Населення становить 2690 осіб. Належить до муніципального утворення Пудомязьке сільське поселення.

## Географія
Населений пункт розташований на південній околиці міста Санкт-Петербурга.

## Історія
Згідно із законом від 16 грудня 2004 року № 113—оз належить до муніципального утворення Пудомязьке сільське поселення.

## Населення
| 2007 | 2010  | 2017  |
| ---- | ----- | ----- |
| 2218 | ↘2168 | ↗2690 |